# フレデリック・アバーライン
フレデリック・ジョージ・アバーライン（英: Frederick George Abberline, 1843年1月8日 - 1929年10月10日）は、ロンドン警視庁の警部(Chief Inspector)であり、1888年の切り裂きジャックによる連続殺人の捜査における警察の中心人物。ロンドン警視庁の記録では、身長5フィート9.5インチ（176.53センチメートル）、髪は濃いブルネット、眼はヘーゼル、顔色は健康的と描写されている。

## 生い立ち
フレデリックは、鞍職人・シェリフ・市場の事務員・地方政府の下級職員であるエドワード・アバーライン(Edward Abberline)と、ハンナ・アバーライン（Hannah Abberline, 旧姓チン Chinn）との間に生まれた末の息子であった。父のエドワードは1849年に死去し、寡婦となったハンナは小さな店を開いて4人の子供（エミリー、ハリエット、エドワード、フレデリック）を一人で育て上げた。

## 警察官としてのキャリア

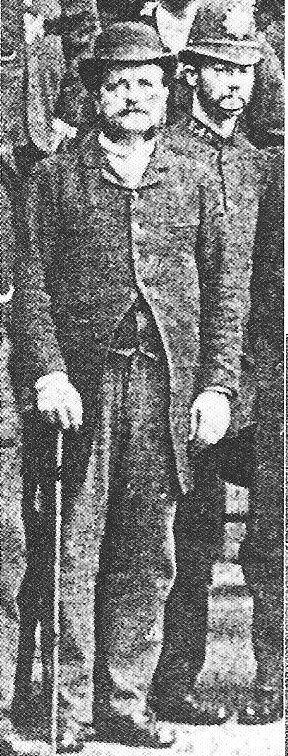
ロンドンのレマン通り警察署に設けられた“H Division”の集合写真からの部分拡大写真（1886年頃撮影）。作家のドナルド・ランベロウはこの人物がフレデリック・アバーラインであると推定している。

アバーラインは実家を離れてロンドンに行くまでの間、時計職人であった。1863年1月5日にロンドン警視庁に入庁したアバーラインは、警察証番号43519を与えられてイズリントンの“N Division”に配属された。巡査(Constable)となったアバーラインはすぐに頭角を現し、2年後の1865年8月19日には巡査部長(Sergeant)に昇進している。この昇進に伴って、配属もハイゲートの“Y Division”に異動となった。1867年の1年間、彼は私服捜査官としてフェニアンの活動を捜査していた。1873年3月10日に警部補(Inspector)に昇進したアバーラインは、同月13日にホワイトチャペルの“H Division”に配属された。1878年4月8日には、“H Division”の犯罪捜査局担当警部補に指名されている。
1887年2月26日にホワイトホールの“A Division”、同年11月19日にはスコットランドヤードの“CO Division”（“CO”は“Central Office”の頭字語）に転属となったアバーラインは、1888年2月9日に一等警部補(Inspector First-Class)に、1890年12月22日に警部(Chief Inspector)にそれぞれ昇進した。1888年8月31日にメアリー・アン・ニコルズが殺害されると、アバーラインは同地での勤務経験を見込まれてホワイトチャペルでの捜査に加えられた。彼は切り裂きジャック事件を捜査している多くの刑事を統轄した。後に警部となるウォルター・デューは、1888年当時ホワイトチャペルの“H Division”で巡査を務めており、アバーラインとも面識があった。デューは彼を外見も話し方も銀行の支配人のようだと評する一方、同地の土地鑑がある彼はホワイトチャペル殺人事件の捜査陣において最も重要な人物のひとりであったと述べている。
多くの容疑者たちの中で、アバーラインが最も有力視していたのはジョージ・チャップマンであった。
また、切り裂きジャック事件の別の可能性として、彼は犯人が女性ではないかという説も検討していた。
アバーラインはその後、1889年のクリーヴランド・ストリート・スキャンダルの捜査にも加わった。アバーライン警部は1892年2月8日に警察を退職し、モンテカルロで数か月にわたって私立探偵として活動した後、ピンカートン探偵社の欧州支局で12年間探偵を務めた。

## 私生活
アバーラインは2度結婚している。一度目は1868年3月で、当時25歳のノーサンプトンシャー州エルトン出身の労働者の娘マーサ・マックネス(Martha Mackness)が相手であった。彼女は結婚の2か月後に結核で死亡した。1876年12月17日、アバーラインはショーディッチ出身の商人の娘で、当時32歳のエマ・ビーメント(Emma Beament)と再婚している。二人の間に子供はできなかったものの、フレデリックが死亡するまでの50年以上にわたって結婚生活は続いた。1904年にピンカートン社を退職したアバーラインは、ボーンマスに隠居した。
1929年12月10日、アバーラインはスプリングボーンの自宅で86歳の生涯を終えた。彼の妻のエマもその3か月後に死亡し、夫とともにウィンボーン・ロード墓地(Wimborne Road Cemetery)に埋葬された。2007年、目印の無いアバーラインの墓を整備しようというキャンペーンの結果、アバーラインの子孫の許可も得て地元の石工より提供された御影石の墓碑が夫妻の墓に建立された。2001年9月29日には、アバーラインの業績を顕彰するブルー・プラークがホールデンハーストロード(Holdenhurst Road)195番地に設置された。